# Bowling for Soup
Pour les articles homonymes, voir Bowling (homonymie) et BFS.
Bowling for Soup (BFS) est un groupe de pop punk américain, originaire de Wichita Falls, au Texas. Il est formé en 1994 et basé à Denton, également au Texas. Ce groupe est formé de Jaret Reddick (chant et guitare), Chris Burney (chant et guitare), Erik Chandler (chant et basse) et de Gary Wiseman (batterie). Ils sont signés sur les labels Jive/Silverstone et comptent six albums sous ces labels.
Le groupe est surtout connu pour ses singles Girl All the Bad Guys Want, (nommée aux 45e Grammy Awards, en 2003,) Almost, High School Never Ends, et 1985 (reprise de SR-71).

## Biographie

### Débuts (1994–2001)
Bowling for Soup est formé à Wichita Falls, au Texas (bien qu'ils appellent souvent Fort Worth leur foyer) en 1994, et était composé de Jaret Reddick (chant, guitare rythmique), Erik Chandler (guitare basse, chœurs), Chris Burney (guitare solo, chœurs) et Lance Morril (batterie, chœurs). Morril quitta le groupe en 1998 (en bons termes) et a été remplacé par Gary Wiseman du groupe Gary and the Wisemen. Le nom du groupe provient d'un spectacle comique de Steve Martin. En 1997, le groupe a déménagé à Denton et a enregistré son deuxième album studio, (le troisième en comptant le split avec The V.I.M.S.), Rock on Honorable Ones!! (en référence au slogan de l'école S.H. Rider, à Wichita Falls au Texas, ROHO - Ride on Honorable Ones) avec le label FFROE. Bowling for Soup sortirent leur premier EP, Tell Me When to Whoa, un an plus tard. L'album s'est vendu à plus de 10 000 exemplaires, incitant Jive Records à signer avec le groupe. Let's Do It for Johnny!!, quatrième album du groupe, est sorti en 2000. Il est surtout composé de réenregistrements de leurs précédentes chansons, avec quelques nouvelles pistes et une reprise de la chanson Summer of '69 de Bryan Adams.

### Drunk Enough to Dance(2002–2003)
Drunk Enough to Dance est le deuxième album de Bowling for Soup avec Jive Records, sorti le 6 août 2002. Il a été enregistré au Tree Sound Studios et Sonica Recording à Atlanta et Big Time Audio à Dallas. Un des singles de l'album, Girl All The Bad Guys Want, a été nommé aux 45e Grammy Awards en 2003 en tant que « meilleure performance pop d'un duo ou groupe avec chant ». Une réédition en 2003 ajouta Punk Rock 101, une reprise de I Ran (So Far Away) par A Flock of Seagulls, et Star Song. La reprise de I Ran (So Far Away) a été utilisé en générique d'ouverture de la série télévisée d'animation Les Chevaliers du Zodiaque en Amérique du Nord.
Ils apparaissent en 2002 dans le film Crossroads, jouant à une fête.

### A Hangover You Don't Deserve(2004)
A Hangover You Don't Deserve est sorti deux ans plus tard. Les ventes de l'album sont surtout dues au passage à la radio du single 1985, une chanson écrite par le groupe SR-71. Mitch Allan, chanteur de SR-71, a contribué aux chœurs de la chanson et apparaît dans le clip vidéo. 1985 est devenu le plus gros hit de Bowling for Soup en Amérique. L'album A Hangover You Don't Deserve, comporte un autre single intitulé Almost et un single radio sorti aux États-Unis, Ohio, plus connu sous le nom Come Back to Texas, mais qui n'était pas aussi populaire que 1985 ou Almost.
Le groupe apparait au début du film Cursed, sorti en 2005, jouant la chanson Li'l Red Riding Hood.

### StarJametThe Great Burrito Extortion Case(2005–2006)
Bowling for Soup Goes to the Movies, une compilation de reprises et de contributions à des bandes originales de films, est sorti en 2005. Cette même année, Jaret Reddick et Chris Burney ont fait plusieurs apparitions dans l’émission I Love the '90s: Part Deux sur la chaîne VH1.
Bowling for Soup fait la première partie de Simple Plan pour la tournée Star 102.1 StarJam. Leur reprise de I Melt With You de Modern English a été utilisée pour le film Disney L'École fantastique. Un clip vidéo de la chanson a été tourné pour le film, est passé sur Disney Channel et se trouve sur le DVD du film. En 2007, Bowling for Soup était encore à la StarJams avec Quitedrive et Army of Freshmen.
Bowling for Soup passe l'année 2006 à préparer leur septième album The Great Burrito Extortion Case, sorti le 7 novembre 2006. Le premier single de cet album, High School Never Ends, est sorti sur iTunes le 19 septembre 2006. L'album est sorti au Royaume-Uni le 5 février 2007.
Au début de 2007, le groupe a sorti le deuxième single UK, I'm Gay, sur CD et vinyle 7". Un clip vidéo est sorti au Royaume-Uni, composé de représentations lives de la chanson pendant le Get Happy Tour de février 2007. Le 25 septembre 2007, il a été annoncé sur le forum officiel de Bowling for Soup que When We Die serait disponible en téléchargement au Royaume-Uni le 22 octobre 2007, en tant que troisième single. Puis, le clip vidéo a été ajouté à la playlist de Kerrang télévision, et a été joué sur la Scuzz TV. Ils publient l'EP On Your Mark… Get Set… Smoke a Cigarette, constitué de trois chansons : Bipolar, Somebody Get My Mom et Li'l Red Riding Hood. On peut entendre Li'l Red Riding Hood, reprise du groupe Sam the Sham and the Pharaohs sorti en 1966, dans le film Piège en eaux troubles de 1993.

### DirecTV, Download Festival 2007 et album live (2007–2008)
Bowling for Soup produisent un concert d'une heure qui passe sur DirecTV, et sont apparaissent au Download Festival à Donington Park, en Angleterre. Bowling for Soup a coécrit et chanté le générique du dessin animé de Disney Phinéas et Ferb, Today Is Gonna Be A Great Day, et ils apparaissent dans un épisode appelé Phineas and Ferb's Quantum Boogaloo. Greatest Day est le générique d'ouverture du film Nickelodeon The Last Day of Summer.
Le premier DVD live du groupe, Bowling for Soup: Live and Very Attractive a été filmé pendant la tournée Get Happy Tour au Royaume-Uni en octobre 2007 et présenté au AFI Dallas International Film Festival. La date de sortie des deux disques non-censurés et de l'édition avec un simple disque censuré pour le Royaume-Uni est établie au 7 juillet. Il y a eu une édition limitée du DVD incluant un T-shirt, un mug, un poster exclusif et plus de bonus sur le DVD. Jaret était chanteur principal et Erik a chanté les chœurs pour la chanson Endless Possibility pour le jeu vidéo Sonic Unleashed.

### Sorry for Partyin'et autres sorties (2009)
Le 20 janvier 2009, Jaret sortit une vidéo sur le web via sa page Myspace et son compte YouTube à propos de leur nouvel album. Selon lui, il sortirait en septembre 2009, et révéla le titre de l'album, Sorry for Partyin'. Cette vidéo est la première d'une petite série diffusée au fur et à mesure de l'enregistrement de l'album. Une d'entre elles présente un morceau d'une chanson de l'album appelée I Don't Wish You Were Dead Anymore. Deux autres chansons sont dévoilées sur le site officiel du groupe, I Can’t Stand L.A et America (Wake Up Amy). le 25 février, Jaret Reddick annonça sur sa page Myspace que l'album serait bientôt sorti. Bowling for Soup a ensuite décidé de dévoiler une autre chanson Amateur Night gratuitement sur leur site pour une durée limitée.
Sorry for Partyin'  est sorti le 12 octobre 2009. My Wena est le premier single promotionnel de l'album. Il a été vu d'abord le 5 mai 2009 dans le Lex and Terry show. Un clip viral fut filmé et sorti le 21 juillet 2009. La chanson est sortie sur iTunes le 28 juillet 2009. No Hablo Ingles devait être le premier single à passer à la radio, mais Jive rompit avec le groupe et abandonna Sorry for Partyin' après seulement quatre semaines de mise en vente, donc aucun single n'est passé à la radio.
Le groupe sort son premier album de vacances, Merry Flippin' Christmas Volume 1, en version numérique le 26 novembre 2009. Ils apparaissent dans le documentaire en trois parties Bowling for Soup: My Home Town.

### Fishin' for Woos(2010-2012)
Bowling for Soup enregistrent un album acoustique, Jaret & Erik 2010 UK Acoustic Tour Limited Edition CD, pendant la tournée acoustique de Reddick et Chandler, au Royaume-Uni, en avril 2010. L'album est publié après la tournée sur les sites de vente en ligne anglais et américain du groupe. Reddick a aussi annoncé qu'un autre album acoustique pourrait sortir après leur prochaine tournée acoustique prévue en avril 2011.
Dans une interview, Reddick révèle qu'après la tournée il commencerait a écrire pour un nouvel album qui pourrait sortir pendant l'été 2010. Reddick confirma le 7 mai sur Twitter que le groupe commencerait à enregistrer leur onzième album en juin 2010,. Le 2 juin, le groupe annonça sur son site qu'il entrait dans le studio et commençait l'enregistrement de l'album. Ils prévoient l'album pour le printemps 2011,. Avant la sortie de l'album, le groupe va sortir un EP, intitulé Fishin' for Woos,. La liste des chansons inclut Let's Pretend We're Not in Love, Dear Megan Fox (écrite par Reddick et Mitch Allan), Here's Your Freakin’ Song (écrite par Reddick et Linus of Hollywood), Evil All Over the World, et Guard My Heart.
Reddick annonce le 24 septembre via Twitter, que la date de sortie de l'EP serait reculée mais que l'album sortirait plus tôt que prévu. Plus tard le même jour, la chanson Friends Chicks Guitars était disponible en téléchargement gratuit sur le site officiel du groupe. Ils sortirtent Let's Pretend We're Not in Love via leur fansite en novembre 2010. Reddick annonça via Twitter le 15 novembre 2010, que le nouvel album a une tentative de sortie le 3 mai 2011,,. Cela a été confirmé deux jours plus tard, via le compte Twitter de Bowling for Soup, qui annonçait que Merry Flippin' Christmas Volume 1 sortirait sur iTunes et en format CD, que les deux premiers albums du groupe seraient réédités, et qu'il y aurait un nouvel album et une tournée en mai. Reddick annonça dans son onzième podcast qu'au lieu de sortir un EP avant l'album, le groupe sortirait juste l'album, avec Razor & Tie Records, et sera intitulé Fishin' for Woos. Legacy Recordings sortira un album intitulé Playlist: The Very Best of Bowling for Soup le 25 janvier 2011, parmi leur série d'albums Playlist. Le groupe joua le premier single de Fishin' for Woos, intitulé S-S-S-Saturday, en live sur ABC pour les finales du Tournoi des Champions de la Professional Bowlers Association le 22 janvier,,. L'album est sorti le 25 avril 2011, au Royaume-Uni, et le 26 avril pour le reste du monde.
En juin 2011, le groupe sort un EP en collaboration avec le groupe The Dollyrots, intitulé The Dollyrots vs. Bowling for Soup, où chacun des groupes fait une reprise d'une chanson de l'autre groupe. En octobre, ils sortent un single trois titres composé du titre I've Never Done Anything Like This en duo avec la chanteuse Kay Hanley, une version réenregistrée de The Bitch Song et une reprise du titre Stacy's Mom du groupe Fountains of Wayne. Le 25 septembre, ils réalisent un nouvel EP toujours en collaboration avec The Dollyrots mais également le groupe Patent Pending. Ce dernier, intitulé One Big Happy, est composé de morceau des différents groupes repris par les autres. 

### Lunch. Drunk. Love.etSongs People Actually Liked(2013-2015)
Le 15 février 2013, le groupe annonce une campagne de financement participatif pour son nouvel album sur la plateforme PledgeMusic. Les personnes ayant participées à la campagne pourront écouté les morceaux dès qu'ils seront finis de composer. Le premier morceau à paraitre est Since We Broke Up. Le 11 juin 2013, Reddick annonce aux personnes ayant participées à la campagne Pledge quelles vont pouvoir voter pour le nom du nouvel album. Le titre Lunch. Drunk. Love remportera le plus de votes. Cet album sortira pour les personnes l'ayant financé le 6 septembre 2013. Il sera également disponible à la vente sur PledgeMusic. 
Pour fêter les vingt ans du groupe, Reddick, Burney, Chandler, et Wiseman décident de sortir une compilation de leurs meilleurs titres. Ce projet fera également l'objet d'une campagne de financement sur PledgeMusic. Cet album, intitulé Songs People Actually Liked Volume 1 The First 10 Years, inclut dix-sept réenregistrements de leur morceau et un titre inédit et sera disponible pour les abonnés PledgeMusic le 19 novembre 2014. Cette compilation sera considérée par le groupe comme la seule vraie compilation de leurs meilleurs titres, celle de 2011 n'ayant pas été faite avec la consultation du groupe. 
En 2015, le groupe participe à l'album Blow Up the Moon du groupe Blues Traveler où ils ont co-écrit les titres Right Here Waiting For You et I Know, Right.

### Drunk Dynastyet départ de Chandler (2016-2019)
Le 11 mai 2016, le groupe annonce l’enregistrement d'un nouvel album, Drunk Dynasty. Toujours pour inclure leurs fans dans le processus d'enregistrement, ils continuent d'utiliser la plateforme PledgeMusic. Celui-ci paraitra le 14 octobre. 
De 2016 à 2018, aucun nouveaux morceaux ne sort cependant le groupe effectuent plusieurs tournées notamment au Royaume-Uni ou encore en Afrique du Sud,. 
Le 12 janvier 2019, Reddick confirme les rumeurs selon lesquelles Chandler aurait quitté le groupe après qu'il n'est pas été vu sur scène sur certaine date de concert du groupe. Il est remplacé par un ami de longue date du groupe Rob Felicetti (des groupes Patent Pending et The Ataris).
Le 20 décembre 2019, parait A Nice Night For An Evening, Vol 1 une compilation au piano de certains de leurs titres les plus connus. Le groupe n'utilisera plus la plateforme PledgeMusic, celle-ci ayant fermé ses portes en mai 2019.

### Pop Drunk Snot Bread(depuis 2020)
Le 7 février 2020, le morceau Alexa Bliss parait. Ce titre est à propos de la catcheuse du même nom qui apparaitra dans le clip de cette chanson. 
En mai 2021, sort le single Getting Old Sucks(But Everybody's Doing It) puis Killin' 'Em With Kindness en novembre,.
Le 13 janvier 2022, la radio The Edge Tulsa diffuse en avant première le nouveau morceau du groupe I Wanna Be Brad Pitt. Ce dernier sort officiellement le 25 février en même temps que des informations concernant leur onzième album. Celui-ci intitulé Pop Drunk Snot Bread sortira le 22 avril 2022.

## Tournées

### Get Happy Tour
Le Get Happy Tour est lancé par Bowling for Soup et Army of Freshmen. La première tournée était composée de Bowling for Soup en tête d'affiche, Army of Freshmen en première partie et deux autres groupes (Punchline et Lucky Boys Confusion) entre les deux. La tournée a débuté à Austin, au Texas, le 23 juin 2006 avec The Vanished à la place de Lucky Boys Confusion pour les trois premières dates. Ils parcoururent les États-Unis avec le Get Happy Tour et terminèrent le 27 août 2006 à Amarillo, au Texas. Une tournée au Royaume-Uni a suivi en février 2007, coïncident avec la sortie de High School Never Ends. La tournée était composée de Bowling for Soup en tête d'affiche, Wheatus, Son of Dork et Army of Freshmen sur les 12 dates prévues, et s'est achevée au Hammersmith Palais à Londres, le 18 février.
Bowling for Soup confirma pendant le Get Happy Tour qu'ils feraient une autre tournée au Royaume-Uni en octobre 2007, appelée le Get Happy Tour 2, avec le support de Melee, Quietdrive, et Army of Freshmen. Cette tournée a été confirmée au Download Festival (Army Of Freshmen qui jouait le matin l'annonça en premier, et Bowling for Soup le confirma l'après-midi), avec également une publicité pour l'évènement dans Kerrang!. La line-up fut constituée de Bowling for Soup, Bloodhound Gang, Zebrahead et Army of Freshmen.

### The Party in Your Pants Tour
Pour la promotion de l'album Sorry for Partyin', Bowling For Soup fait une tournée au Royaume-Uni en octobre 2009, The Party in Your Pants Tour. Le principal support vint du groupe Zebrahead, avec un support supplémentaire de MC Lars (qui a signé avec Crappy Records de Jaret Reddick) et The Leftovers. La veille de Noël 2009, BFS annonça sur son site une tournée acoustique en avril 2010.

### Pour les militaires

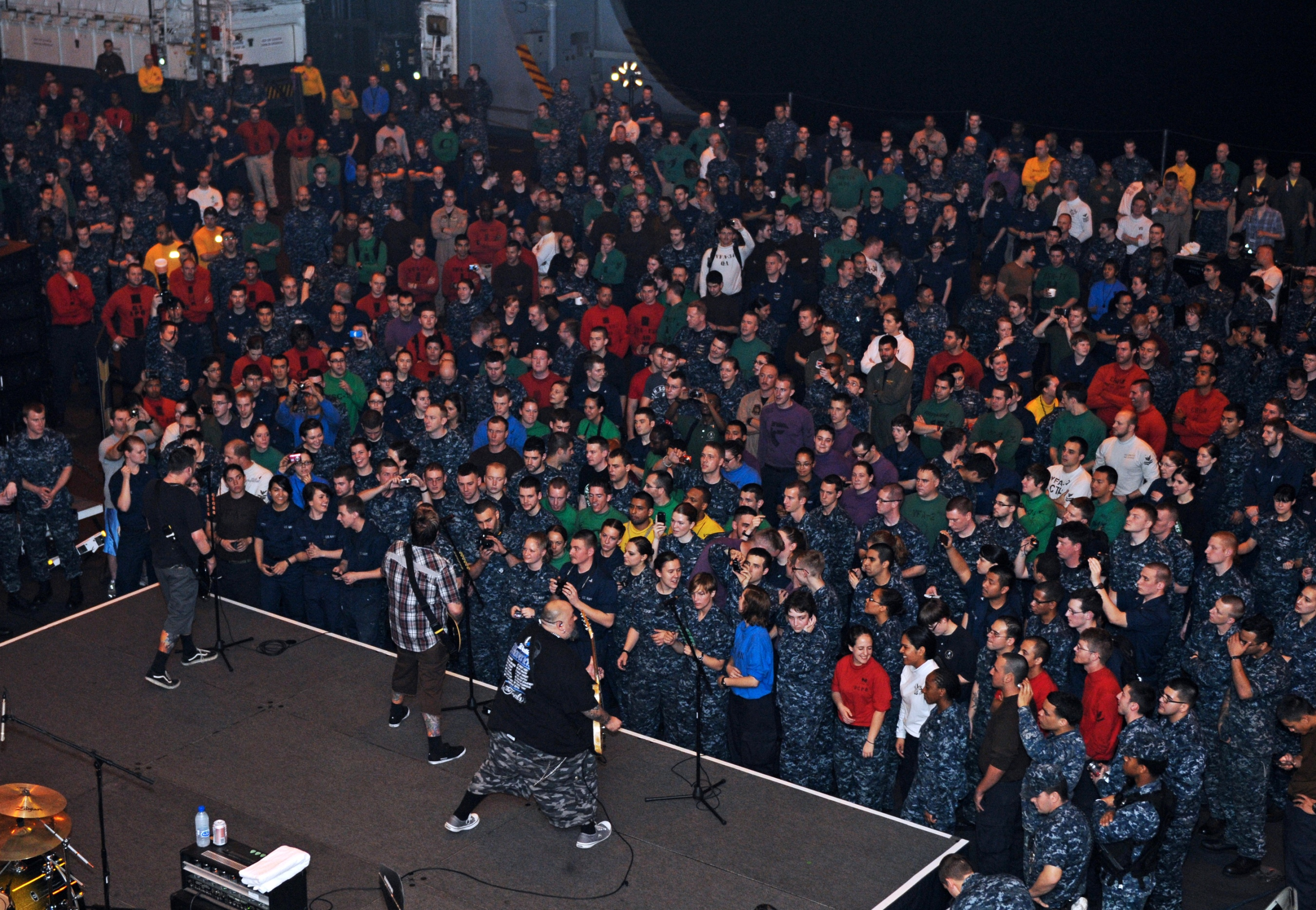
Concert du 2 mars 2012 à bord de l'USS Abraham Lincoln.

Bowling for Soup joue au Japon à la base de l'US Navy de Sasebo le 2 juillet 2011 et pour la célébration du Jour de l'Indépendance à la base de Yokosuka le 4 juillet 2011, puis à la base Camp Shields d'Okinawa le 13 juillet 2011.
Le 2 mars 2012, c'est à bord de l'USS Abraham Lincoln qu'ils donnent un concert.

## Entourage et apparitions
Les membres de Bowling for Soup sont bons amis avec le groupe SR-71. En fait, le hit 1985 de Bowling for Soup a été écrit par Mitch Allan, du groupe SR-71. Selon Reddick, Allan lui présenta la chanson en lui disant de la prendre comme si elle était la sienne, car elle ressemble plus a une chanson de Bowling for Soup qu'une de SR-71. Bowling For Soup s'entendent bien avec Army of Freshmen également. Dans le clip vidéo de High School Never Ends le garçon qui applaudit porte un T-shirt de Army of Freshmen, et Army of Freshmen en personne apparaissent en tant que fanfare BFS. Reddick a chanté sur quatre chansons de l'album Under the Radar de Army of Freshmen.
En 2003, le groupe de punk rock texan Junior a ouvert pour Bowling for Soup quand ils jouèrent au club Trees à Deep Ellum, au Texas. Plus tard, Reddick a coécrit et chanté leur chanson She's So Amazing pour l'album Are We Famous Yet?. La chanteuse pop rock irlandaise Lesley Roy a chanté sur la chanson Much More Beautiful Person de Bowling for Soup de l'album The Great Burrito Extortion Case. Roy et Bowling for Soup ont signé avec le même label. Reddick est ami avec MC Lars. Reddick a chanté sur le single Download This Song de MC Lars, et MC Lars a signé avec le label de Reddick, Crappy Records. En 2009, Bowling for Soup est apparu dans le clip vidéo Telephone Operator du groupe The Leftovers, qui sont aussi chez Crappy Records.
En 2001, Bowling for Soup a joué le thème du film Jimmy Neutron, un garçon génial  de Nickelodeon. Leur version est basée sur le thème de la série télévisée, écrit par Brian Causey du groupe Man or Astro-man?. Toujours en 2001, Jaret écrit les paroles de The Greatest Day pour le film Max Keeble's Big Move, et le groupe a joué la musique. Bowling for Soup a aussi joué le thème Today is Gonna Be a Great Day pour le cartoon Phinéas et Ferb de Disney Channel, Reddick apparait dans l'épisode Dude We're Getting The Band Back Together dans lequel il est le chanteur d'un groupe fictif appelé Love Händel. Le groupe apparait lui-même sous forme animée dans l'épisode Phineas et Ferb's Quantum Boogaloo dans lequel ils jouent une version alternative avec Phineas et Ferb pour leurs neveux futuristes. Sur Cartoon Network, Reddick et Erik Chandler ont tous deux joué un show acoustique en 2006, et en aout 2008 Reddick et Chandler ont tourné une vidéo exclusive pour le magazine Total Guitare au Royaume-Uni, appelée « How to Write a Song In 5 Minutes ». En 2008, Reddick signa avec SEGA pour travailler sur le thème du jeu Sonic Unleashed, intitulé « Endless Possibilities ».
Après des ennuis juridiques, le groupe néo-zélandais 48May a décidé de retirer leur chanson Leather and Tattoos de leur premier album. La mélodie était très similaire à la chanson Punk Rock 101. En 2010, Bowling For Soup joua la musique There's A Adventure Begins du film Get Ed The Movie.

## Clips vidéos
Faire apparaître leurs précédentes chansons en introduction dans leurs clips est devenu un gag récurrent pour Bowling for Soup. Cela peut être observé dans les clips vidéos de Girl All the Bad Guys Want, Emily, et High School Never Ends, qui comportent respectivement les chansons The Bitch Song, Girl All the Bad Guys Want, et 1985.

## Membres

### Membres actuels
- Jaret Reddick — chant, guitare rythmique (depuis 1994)
- Chris Burney — guitare solo, chœurs (depuis 1994)
- Rob Felicetti — basse, chœurs (depuis 2019)
- Gary Wiseman — batterie, percussions (depuis 1998)

### Ancien membre
- Lance Morril — batterie, percussions (1994-1998)
- Erik Chandler — basse, chœurs (1994-2019)